# Гасселл (Північна Кароліна)
Гасселл (англ. Hassell) — місто (англ. town) в США, в окрузі Мартін штату Північна Кароліна. Населення — 49 осіб (2020).

## Географія
Гасселл розташований за координатами 35°54′30″ пн. ш. 77°16′35″ зх. д. / 35.90833° пн. ш. 77.27639° зх. д. (35.908387, -77.276323).  За даними Бюро перепису населення США в 2010 році місто мало площу 0,71 км², уся площа — суходіл.

## Демографія
Згідно з переписом 2010 року, у місті мешкали 84 особи в 38 домогосподарствах у складі 26 родин. Густота населення становила 118 осіб/км².  Було 40 помешкань (56/км²).
Расовий склад населення:
| - 58,3 % — чорних або афроамериканців - 41,7 % — білих |

До двох чи більше рас належало 0,0 %. Частка іспаномовних становила 0,0 % від усіх жителів.
За віковим діапазоном населення розподілялося таким чином: 17,9 % — особи молодші 18 років, 66,6 % — особи у віці 18—64 років, 15,5 % — особи у віці 65 років та старші. Медіана віку мешканця становила 46,0 року. На 100 осіб жіночої статі у місті припадало 82,6 чоловіків;  на 100 жінок у віці від 18 років та старших — 86,5 чоловіків також старших 18 років.
За межею бідності перебувало 47,4 % осіб, у тому числі 100,0 % дітей у віці до 18 років та 0,0 % осіб у віці 65 років та старших.
Цивільне працевлаштоване населення становило 3 особи. Основні галузі зайнятості: освіта, охорона здоров'я та соціальна допомога — 100,0 %.